# جرج اسکات (بازیکن فوتبال، زاده ۱۸۸۵)
جرج اسکات (انگلیسی: George Scott؛ ۲۹ سپتامبر ۱۸۸۵ – ۱۶ اوت ۱۹۱۶) بازیکن فوتبال اهل پادشاهی متحد بریتانیای کبیر و ایرلند بود.
از باشگاه‌هایی که در آن بازی کرده‌بود می‌توان به باشگاه فوتبال لیتون اورینت اشاره کرد.